# Lagerhalle Kemeter
Die Lagerhalle Kemeter der Farben Kemeter GmbH & Co.KG in Eichstätt ist ein Frühwerk des Münchner Architekturbüros Hild & Kaltwasser aus dem Jahr 1995. Die Lagerhalle mit Bürotrakt liegt in der Sollnau, einem Industriegebiet im Südosten von Eichstätt. Im Jahr 1993 schlug der Eichstätter Stadtbaumeister Andreas Mühlbauer für die Planung der neuen Kemeter-Halle zwei junge Münchner Architekten vor. Andreas Hild und Tillmann Kaltwasser errichteten eine Halle für Farben ganz ohne Farbe. Eine Halle aus Fertigteilen, die der Lagerung und dem Verkauf von Farben im Großhandel sowie als Verbrauchermarkt dient. Die Längsfassaden bestehen aus Porenbeton, die durch zwei unterschiedliche Tiefen ein Licht-Schattenspiel erzeugen. Die Schmalfassaden wurden vor Ort betoniert. Auf der Vorderseite befinden sich Kundenparkplätze und auf der Rückseite wurde eine vertiefte Anlieferungsstraße ausgeführt. Im vorderen Teil sind größtenteils Büroräume untergebracht und über den Großteil der Halle sind Regale angeordnet. Der Spannbeton-Fertigteilbinder trägt über 28 Meter und die eingespannten Stützen stehen im Achsabstand von 6,25 Meter. Am Bau beteiligt waren Max Bögl und Metallbau Böhm, verwendet wurden Ytong und Keimfarben. Die gewerblich genutzte, einschiffige Halle wurde vom Münchner Architekturfotografen Michael Heinrich fotografiert. Die Halle wurde 1996 mit dem Euro-Belgian Award und dem IXXX Award und 1997 mit einer Lobenden Erwähnung beim Architekturpreis Beton ausgezeichnet

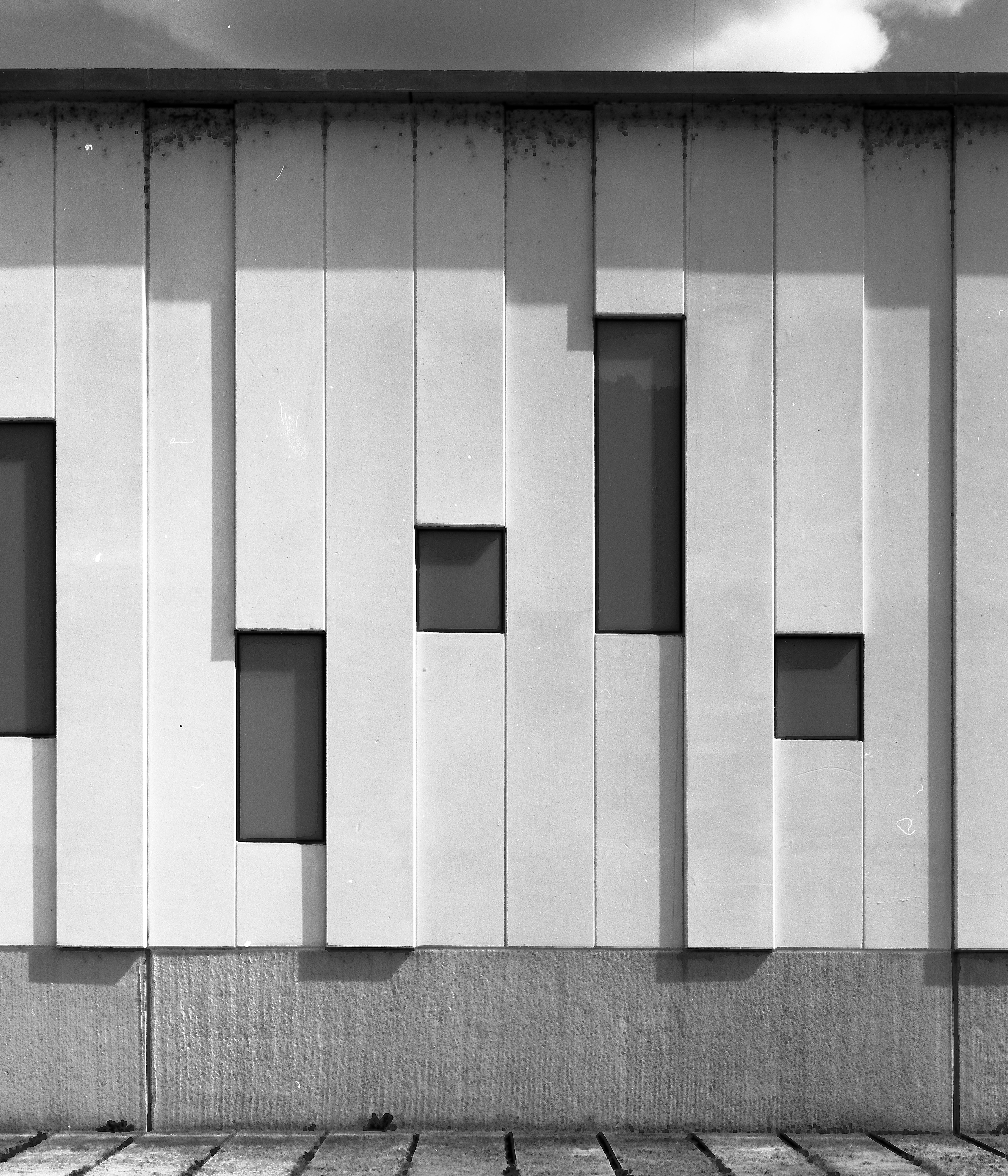
Ausschnitt Längsfassade